# کینگستون (تگزاس)
کینگستون (به انگلیسی: Kingston) یک منطقهٔ مسکونی در ایالات متحده آمریکا است که در شهرستان هانت، تگزاس واقع شده‌است. کینگستون ۱۹۲٫۹۴ متر بالاتر از سطح دریا قرار دارد.